# Embelia myrtillus
Embelia myrtillus là một loài thực vật có hoa trong họ Anh thảo. Loài này được (Hook.) Kurz mô tả khoa học đầu tiên năm 1871.